# Matěj z Knína
Matěj z Knína (deutsch Matthäus von Knin) († 26. März 1410) war ein tschechischer Anhänger der Hussiten.
Am 9. März 1399 promovierte er als einer der ersten Studenten unter Jan Hus zum Baccalaureus. Gleichzeitig schrieb er seine Gedanken in Utrum cuiuslibet dependentis perfeccio ex propinquitate vel distancia ad primum ens summe perfectum sit attendenda nieder. 1410 folgte die Prüfung zum Meister der Freien Künste. 
| Personendaten    | Personendaten                       |
| ---------------- | ----------------------------------- |
| NAME             | Knína, Matěj z                      |
| ALTERNATIVNAMEN  | Knin, Matthäus von                  |
| KURZBESCHREIBUNG | tschechischer Anhänger der Hussiten |
| GEBURTSDATUM     | 14. Jahrhundert                     |
| STERBEDATUM      | 26. März 1410                       |